# Praporčík

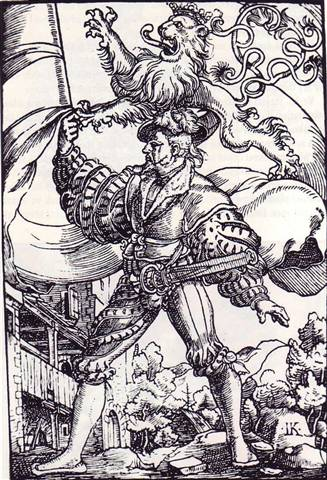
Fähnrich/Praporčík mit Bohemia-Banner (16. Jh.)

Der Fähnrich (Originalbezeichnung tschechisch Praporčík, engl. Transkription Praporshchik) ist in der Tschechischen Armee (AČR) der niedrigste Dienstgrad (OR-7) der Laufbahn – bzw. Dienstgradgruppe der Fähnriche. In einer Reihe westlicher Streitkräfte hingegen ist der Fähnrich oder Fähnrich zur See ein militärischer Dienstgrad, der – national unterschiedlich – entweder einen Offizieranwärter, so beispielsweise in der Deutschland, oder die Bezeichnung für den dienstjüngsten Offizierdienstgrad.

## Begriffsbildung und Einordnung
Das slawische Substantiv Praporčík steht kirchenslawisch für prapor oder Banner und bezeichnet in den Landstreitkräften und Luftstreitkräften der Tschechischen Armee, aber auch einer Reihe weiterer Länder, den niedrigsten Rang der Dienstgradgruppe der Praporschtschiks, respektive Fähnriche.
Auch in der Gegenwart unterscheidet sich der Praporschtschik, beispielsweise in Russland, der Ukraine und auch in Tschechien, grundlegend vom Fähnrich der Bundeswehr, der hier eine in aller Regel zeitlich befristete Rangbezeichnung für Offizieranwärter von Heer, Luftwaffe oder Sanitätsdienst ist.
| Dienstgrad                              |                            |                                          |
| niedriger: Oberrotmeister (Nadrotmistr) | Fähnrich (Praporschtschik) | höher: Oberfähnrich (Nadpraporschtschik) |

## Geschichte
Wie in den beiden anderen Nachfolgestaaten der untergegangenen Donaumonarchie Polen und Ungarn übernahm die Tschechoslowakei den Dienstgrad Fähnrich, respektive Praporschtschik von der untergegangenen k.u.k. Armee. Der Praporschtschik bezeichnete nun allerdings nicht mehr einen Offiziersanwärter, sondern den ranghöchsten Unteroffizier mit Portepee.
Nach dem Zweiten Weltkrieg zunächst abgeschafft, wurde der Praporschtschik jedoch 1959 wieder eingeführt. Jetzt bildete er eine eigenständige Laufbahngruppe die zwischen den Unteroffizieren mit Portepee und den Offizieren rangierte.
Die Nachfolgestaaten der Tschechoslowakei, die Tschechische Republik und die Slowakische Republik, behielten die Laufbahngruppe und die Dienstgrade nach ihrem Beitritt zur NATO unverändert bei.

### Gegenwärtige Entwicklung
Seit dem 1. Januar 2011 wurden die nachstehend Rangabzeichen in Heer, Luftwaffe und Unterstützungs- und Ausbildungskräfte der Streitkräfte der Tschechischen Republik eingeführt.
| ab 2011         | Landstreitkräfte (Heer)          | Landstreitkräfte (Heer)     | Landstreitkräfte (Heer) | Luftstreitkräfte (Luftwaffe)     | Luftstreitkräfte (Luftwaffe) | Luftstreitkräfte (Luftwaffe) |
| --------------- | -------------------------------- | --------------------------- | ----------------------- | -------------------------------- | ---------------------------- | ---------------------------- |
|                 |                                  |                             |                         |                                  |                              |                              |
| Rangbezeichnung | Stabsfähnrich (Štábní praporčík) | Oberfähnrich (Nadpraporčík) | Fähnrich (Praporčík)    | Stabsfähnrich (Štábní praporčík) | Oberfähnrich (Nadpraporčík)  | Fähnrich (Praporčík)         |
| rank            | OR-9                             | OR-8                        | OR-7                    | OR-9                             | OR-8                         | OR-7                         |